# Lait concentré sucré
Pour les articles homonymes, voir Lait concentré.

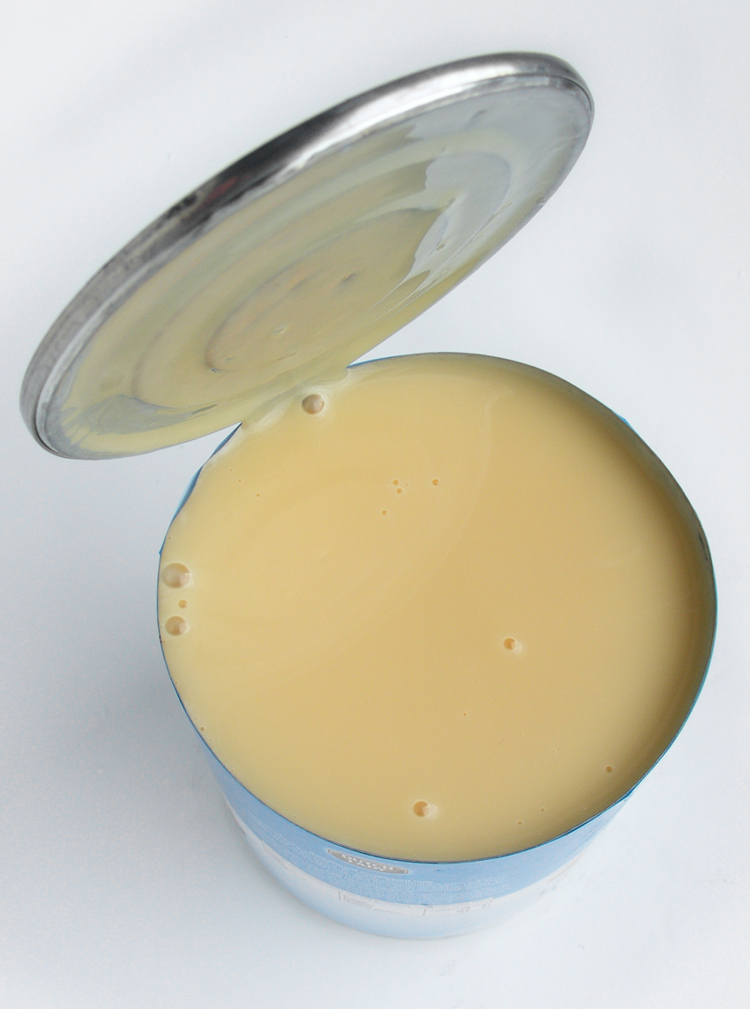
Boîte de lait concentré.

Le lait concentré sucré, aussi appelé lait condensé sucré (anglicisme du terme condensed milk), est une transformation agroalimentaire issue de l'industrie laitière conditionnée en boîte métallique ou en tube. Il est obtenu à partir de lait de vache dont une partie de l'eau a été retirée par évaporation sous vide. 40 à 60 % de sucre a, en outre, été ajouté pour former une transformation sirupeuse et épaisse de couleur blanche pouvant se conserver plusieurs années. Il est utilisé dans des recettes de desserts ou consommé tel quel.
Il existe aussi du lait concentré non sucré, mis au point par Nicolas Appert dans les années 1820. Il est aussi fabriqué selon un procédé industriel sensiblement différent de celui employé pour produire du lait concentré sucré. Il peut être conservé pendant dix ans.

## Historique
Le lait concentré sucré fut développé aux États-Unis en 1856 par Gail Borden,, dans le but d'accroître la durée de conservation du lait. Borden a créé un aliment riche en calories (1 300 kcal la boîte de 495 g) ainsi qu'en protéines (30 g) et en matières grasses (30 g). Son produit fut ensuite adopté par l'armée fédérale américaine pendant la guerre de Sécession (1861-1865). Les soldats nordistes rescapés de cette guerre ont promu sa saveur unique et ses qualités pratiques ; le lait concentré sucré est devenu en peu de temps un produit familier dans beaucoup de foyers américains.
En Europe, l'Anglo-Swiss Condensed Milk Company ouvre en 1867 sa première fabrique de lait condensé à Cham, dans le canton de Zoug, en Suisse. L'entreprise fusionnera en 1905 avec Nestlé sur une base paritaire. En 2017, ce produit est un ingrédient usuel dans plusieurs desserts aux États-Unis.